# Králíky (Hradec Králové-i járás)
Králíky település Csehországban, a Hradec Králové-i járásban. Králíky Sloupno, Lodín, Petrovice, Nový Bydžov, Myštěves, Smidary, Skřivany, Prasek és Kobylice településekkel határos. Lakosainak száma 399 fő (2024. január 1.).

## Népesség
A település lakosságának változását az alábbi diagram mutatja:
| Lakosok száma | 675  | 699  | 728  | 484  | 410  | 396  | 371  | 391  | 394  | 399  |
|               | 1869 | 1890 | 1921 | 1950 | 1980 | 2001 | 2017 | 2019 | 2022 | 2024 |